# Guyana Defence Force FC
O Guyana Defence Force Football Club, também conhecido como Defence Force ou GDF, é um clube de futebol da Guiana, com sede em Georgetown. É um clube pertencente às Forças de Defesa da Guiana, por isso o seu nome.
Atualmente disputa a GFF Elite League, divisão da elite do futebol guianense, tendo sido campeão nacional na temporada 2016-17.

## Clube

### Estádio
O clube realiza seus jogos no Providence Stadium, localizado na capital da Guiana, Georgetown O estádio pertence ao Governo da Guiana e tem capacidade para 15.000 espectadores. Construído em 2007, sediou a Copa do Mundo de Críquete de 2007, recebendo seleções tradicionais como da Inglaterra, África do Sul, Austrália e dentre outras com tradições no esporte.

## Títulos
|  | GFF Elite League | 3 (1° titulo) | 2016 - 2017, 2023, 2024 |